# 카르스텐 라멜로프
카르스텐 라멜로프(독일어: Carsten Ramelow 카르스텐 라멜로[*], 1974년 3월 20일 ~ ) 은 독일의 은퇴한 축구 선수로, 현역 시절 센터백 겸 수비형 미드필더로 활약하였다.
거친 태클과 수비 위치선정으로 알려진 그는, 현역 17년동안 라멜로프는 헤르타 BSC 베를린과 바이어 04 레버쿠젠에서 활약하였다. 또한 라멜로프는 독일 축구 국가대표팀 일원으로 거의 50경기 가까운 국제경기에 출전하였고, FIFA 월드컵과 UEFA 유럽 축구 선수권 대회에 한번씩 출전하였다.

## 클럽 경력
베를린 출신으로, 라멜로프는 인근의 헤르타 BSC 베를린에서 처음 2년간 5번의 2. 푸스발-분데스리가에서 활약하였고, 승격 후 3년동안 더 활약하였다. 그의 데뷔경기는 1992년 4월 25일 0-5로 홈에서 패한 KFC 위르딩겐 05전이었고 당시 그는 18세였다. 1992-93 시즌, 그는 헤르타 BSC 베를린 II를 DFB-포칼 결승전에 올려놓았으나, 팀은 바이어 04 레버쿠젠에 패하였다.
1996년 1월, 라멜로프는 푸스발-분데스리가의 바이어 04 레버쿠젠으로 이적했는데, 이 팀은 이후 강등을 간신히 벗어난 15위로 마감한 2002-03 시즌을 제외하고 2003-04 시즌까지 단 한번도 4위보다 낮은 리그 성적을 기록하지 않았다. 라멜로프는 수비 지향적인 선수이나, 1부리그 데뷔전인 3월 19일 FC 한자 로스토크를 상대로 2골을 득점하며 팀의 2-0 홈경기 승리를 견인하였다. 그리고 라멜로프는 UEFA 챔피언스리그 2001-02의 16경기(15경기를 풀타임으로 소화)를 출전하며 팀의 결승행을 이끌었으나, 팀은 결승전에서 레알 마드리드 CF에 패하였다.
2004년 11월 3일, 로마의 스타디오 올림피코에서 벌어진 AS 로마와의 UEFA 챔피언스리그 2004-05 경기에서 라멜로프는 AS 로마의 프란체스코 토티와 싸움이 붙었다. 이탈리아의 토티 선수는 태클을 거는 라멜로프 위를 뛰어올라 어깨와 등을 밟았고, 옐로우 카드를 받았다. 2006년부터 2008년까지 라멜로프는 출전 횟수가 잦은 부상으로 줄었고, 3월에 라멜로프는 34세의 나이에 현역 은퇴를 선언하였다.

## 국가대표팀 경력
라멜로프는 1998년 10월 10일, 0-1로 패한 터키와의 UEFA 유로 2000 예선전에서 독일 축구 국가대표팀 경기 첫 출전을 기록하였다. 그는 그로부터 총 46경기를 출전하였고 주요 대회마다 차출되었다. 2002년 FIFA 월드컵에서는 5경기 출전하였는데, 그는 카메룬과의 E조 최종전에서 레드카드를 받아 퇴장당하였다.
라멜로프는 포르투갈에서 열린 UEFA 유로 2004에 출전할 루디 푈러의 최종 엔트리에 포함되었으나, 스쿼드 차출 1주전에 라멜로프는 국가대표팀 은퇴를 선언하였다.

## 클럽 통계
| 클럽 경력 | 클럽 경력       | 클럽 경력     | 리그 | 리그 | 컵       | 컵       | 클럽대항전 | 클럽대항전 | 합계 | 합계 |
| 시즌      | 클럽            | 리그          | 출장 | 골   | 출장     | 골       | 출장       | 골         | 출장 | 골   |
| 독일      | 독일            | 독일          | 리그 | 리그 | DFB-포칼 | DFB-포칼 | 유럽대항전 | 유럽대항전 | 합계 | 합계 |
| --------- | --------------- | ------------- | ---- | ---- | -------- | -------- | ---------- | ---------- | ---- | ---- |
| 1991–92   | 헤르타 BSC      | 2. 분데스리가 | 2    | 0    | -        | -        | -          | -          | 2    | 0    |
| 1992–93   | 헤르타 BSC      | 2. 분데스리가 | 3    | 1    | -        | -        | -          | -          | 3    | 1    |
| 1993–94   | 헤르타 BSC      | 2. 분데스리가 | 27   | 2    | -        | -        | -          | -          | 27   | 2    |
| 1994–95   | 헤르타 BSC      | 2. 분데스리가 | 31   | 2    | -        | -        | -          | -          | 31   | 2    |
| 1995–96   | 헤르타 BSC      | 2. 분데스리가 | 17   | 0    | -        | -        | -          | -          | 17   | 0    |
| 1995–96   | 바이어 레버쿠젠 | 분데스리가    | 15   | 2    | -        | -        | -          | -          | 15   | 2    |
| 1996–97   | 바이어 레버쿠젠 | 분데스리가    | 32   | 2    | -        | -        | -          | -          | 32   | 2    |
| 1997–98   | 바이어 레버쿠젠 | 분데스리가    | 33   | 2    | -        | -        | 9          | 1          | 42   | 3    |
| 1998–99   | 바이어 레버쿠젠 | 분데스리가    | 27   | 4    | 6        | 0        | 4          | 0          | 37   | 4    |
| 1999–00   | 바이어 레버쿠젠 | 분데스리가    | 26   | 0    | 3        | 0        | 6          | 0          | 35   | 0    |
| 2000–01   | 바이어 레버쿠젠 | 분데스리가    | 32   | 2    | 8        | 0        | 6          | 1          | 46   | 3    |
| 2001–02   | 바이어 레버쿠젠 | 분데스리가    | 32   | 2    | 8        | 0        | 14         | 2          | 54   | 4    |
| 2002–03   | 바이어 레버쿠젠 | 분데스리가    | 32   | 1    | -        | -        | 9          | 0          | 41   | 1    |
| 2003–04   | 바이어 레버쿠젠 | 분데스리가    | 31   | 2    | -        | -        | -          | -          | 31   | 2    |
| 2004–05   | 바이어 레버쿠젠 | 분데스리가    | 31   | 1    | -        | -        | 10         | 0          | 41   | 1    |
| 2005–06   | 바이어 레버쿠젠 | 분데스리가    | 25   | 2    | -        | -        | -          | -          | 25   | 2    |
| 2006–07   | 바이어 레버쿠젠 | 분데스리가    | 13   | 2    | -        | -        | 6          | 2          | 18   | 4    |
| 2007–08   | 바이어 레버쿠젠 | 분데스리가    | 4    | 1    | -        | -        | 1          | 0          | 5    | 2    |
| 합계      | 독일            | 독일          | 413  | 28   | 25       | 0        | 65         | 6          | 503  | 33   |
| 경력 합계 | 경력 합계       | 경력 합계     | 413  | 27   | 28       | 0        | 65         | 6          | 503  | 33   |

## 수상

### 클럽
- UEFA 챔피언스리그 준우승: 2001–02
- DFB-포칼 준우승: 1992–93, 2001–02

### 국가대표팀
- FIFA 월드컵 준우승: 2002

## 가수 경력
2005년, 라멜로프는 이길때 노래하라 (Sing when you're winning) 음반을 발매하였다. 이 앨범은 상업적으로 출시되지 않았으며, 음반은 그의 가족과 동료들만 공유한다.